# IK Oddevold
Maillots
Dernière mise à jour : 22 décembre 2011.
Le IK Oddevold est un club suédois de football basé à Uddevalla (Oddevold est l'ancienne orthographe de la ville).
Le club évolue en première division suédoise lors de la saison 1996.

## Historique
- 1932 : fondation du club

## Anciens joueurs
- Magnus Kihlstedt
- Sergueï Aleinikov